# Ford D3-platform
Het Ford D3-platform (P2 genoemd door Volvo) is een wereldwijd platform van Ford voor hogere middenklasse auto's. Het was ontwikkeld door Volvo voordat Ford Volvo overnam. De eerste auto gebaseerd op dit platform was de eerste generatie Volvo S80 in 1999. Het platform werd tot 2019 gebruikt voor voorwielaangedreven of vierwielaangedreven auto's met een mogelijkheid om de wielbasis te verlengen.

## Overzicht

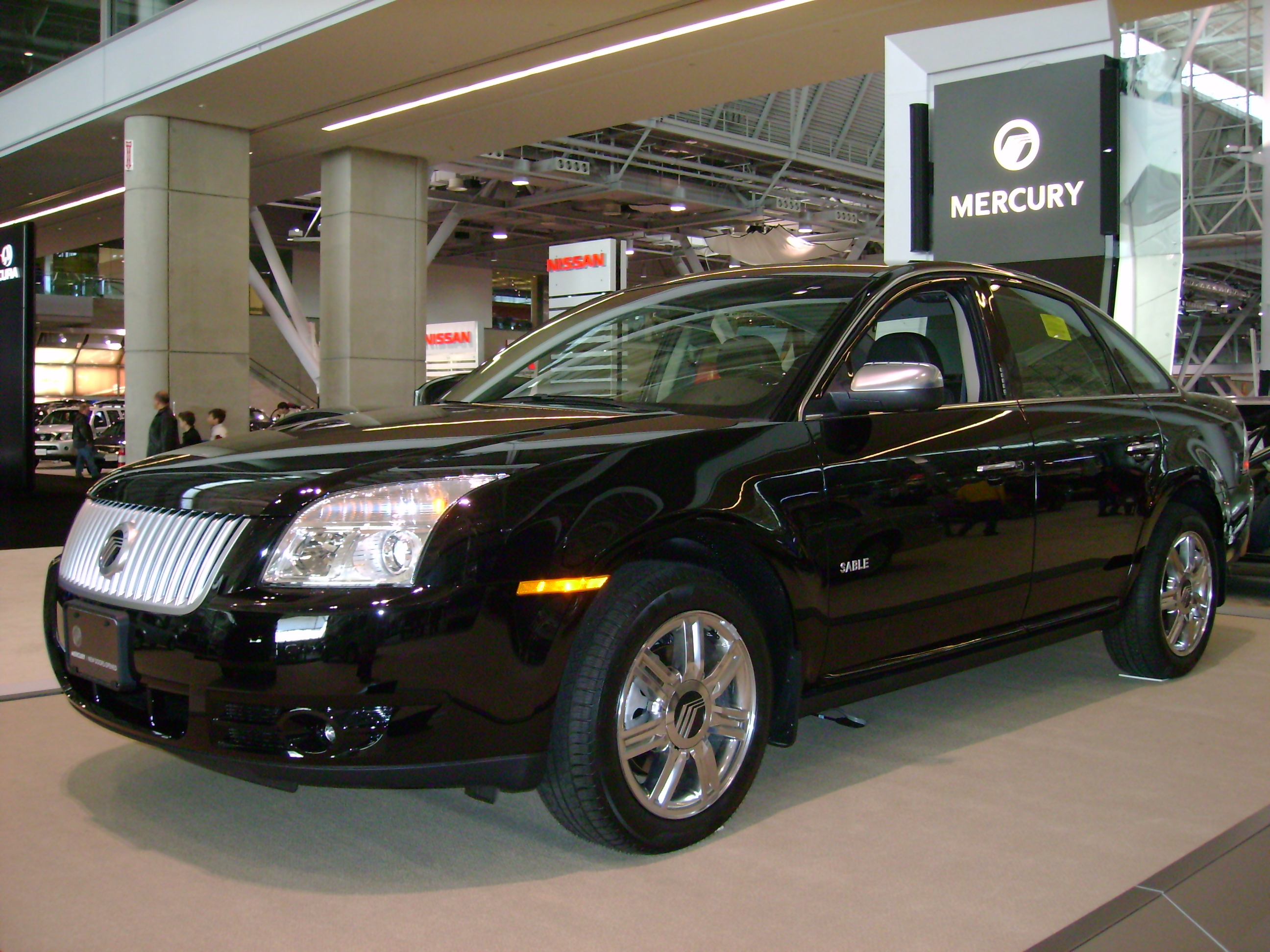
Mercury Sable (2008)

Het Ford D3-platform verschilt enigszins van het originele P2-platform dat door Volvo ontwikkeld was. Zo wordt in het D3-platform een stalen ophanging gebruikt, in plaats van aluminium in het P2-platform. Bovendien zijn nog andere kostenbesparende (materiaal)aanpassingen gedaan.

### D4
Het D4-platform is een herziening van het D3-platform. Het D4-platform werd in 2008 specifiek ontwikkeld voor cross-over SUV's: de ophanging is opgewaardeerd voor off-road rijden en slepen.

## Modellen

### P2 modellen
- 1999–2006 Volvo S80 (P23)
- 2001–2009 Volvo S60 (P24)
- 2001–2007 Volvo V70 (P26E)
- 2002–2007 Volvo XC70 (P26L)
- 2003–2014 Volvo XC90 (P28)[1]

### D3 modellen
- 2005–2007 Ford Five Hundred (D258)
- 2005–2007 Ford Freestyle (D219)
- 2005–2007 Mercury Montego (D333)
- 2008–2019 Ford Taurus (D258)
- 2008–2009 Ford Taurus X (D219)
- 2008–2009 Mercury Sable (D333)
- 2009–2016 Lincoln MKS (D385)

### D4 modellen
- 2009–2019 Ford Flex (D471)
- 2009–2019 Lincoln MKT (D472)
- 2010–2019 Ford Explorer (U502)